# Auxa unicolor
Auxa unicolor là một loài bọ cánh cứng trong họ Cerambycidae.